# Jaimy de Ruijter
Jaimy de Ruijter (Rotterdam, 7 april 1995) is een Nederlandse radiopresentator.

## Persoonlijk leven
De Ruijter groeide op in Rotterdam met een Nederlandse moeder en een Marokkaanse vader . Op 23 oktober 2023 werd hij vader van een zoontje .

## Carrière
Jaimy begon zijn radiocarrière in 2011 als redacteur bij NPO FunX. Van 2013 tot 2019 presenteerde hij diverse radioprogramma's op de zender. 
Na zijn vertrek ging De Ruijter in 2020 aan de slag bij SLAM! voordat hij in 2021 de overstap maakte naar Radio 538. Daar zou hij in eerste instantie voor een periode van 2 maanden in het weekend te horen zijn , maar deze samenwerking werd verlengd. Begin 2022 verhuist De Ruijter van het weekend naar de dagprogrammering waar hij de uren van Igmar Felicia overneemt . Eind 2022 vertrok hij alweer bij de zender omdat hij het naar eigen zeggen lastig vond om iets op te bouwen en zowel de begeleiding als het vertrouwen miste .
Op 5 september 2022 werd bekend dat De Ruijter terugkeerde bij de publieke omroep en voor BNNVARA de avondshow van NPO 3FM ging presenteren . Hij was daar iedere maandag t/m donderdag van 19:00 uur tot 21:00 uur te horen. Later werd het programma met een uur verlengd tot 22:00 uur . Op 21 november 2024 maakt NPO 3FM de programmering van het komende seizoen bekend, maar De Ruijter ontbreekt in die programmering . Hij zou met de zender in gesprek zijn geweest over een andere plek in de programmering, omdat hij het vaderschap lastig te combineren vond met een dagelijks avondprogramma, maar dit liep nergens op uit .
Sinds 31 maart 2025 presenteert De Ruijter weer een dagelijks radioprogramma . Hij is op werkdagen van 10:00 uur tot 13:00 uur te horen op NPO Blend met het programma Jaimy's Jamz namens omroep PowNed.